# O Carballiño (Comarca)
Die Comarca O Carballiño (spanisch Carballino) ist eine der 12 Comarcas der spanischen Provinz Ourense in der Autonomen Gemeinschaft Galicien.

## Lage
Das Gebiet der Comarca liegt im Nordwesten der Provinz Ourense und grenzt dort an folgende Provinz Galiciens und Comarcas innerhalb der Provinz Ourense:
| Provinz Pontevedra |                                             |         |
|                    | Kompassrose, die auf Nachbargemeinden zeigt |         |
| O Ribero           |                                             | Ourense |

## Gliederung
Die Comarca umfasst neun Gemeinden (spanisch Municipios; galicisch Concello) mit einer Fläche von 552,45 km², was 7,60 % der Fläche der Provinz Ourense und 1,87 % der Fläche Galiciens entspricht.
| Gemeinde             | Einwohner (2024) | Fläche km² | Dichte Einw./km² | Cod INE | Postleitzahl |
| -------------------- | ---------------- | ---------- | ---------------- | ------- | ------------ |
| Beariz               | 949              | 55,97      | 17               | 32011   | 32520        |
| Boborás              | 2.199            | 87,82      | 25               | 32013   | 32514        |
| O Carballiño         | 14.075           | 54,33      | 259              | 32019   | 32500        |
| O Irixo              | 1.357            | 121,05     | 11               | 32035   | 32530        |
| Maside               | 2.742            | 40,04      | 68               | 32045   | 32570        |
| Piñor                | 1.119            | 52,69      | 21               | 32061   | 32137        |
| Punxín               | 755              | 17,08      | 44               | 32065   | 32456        |
| San Amaro            | 1.039            | 29,03      | 36               | 32074   | 32455        |
| San Cristovo de Cea  | 1.989            | 94,44      | 21               | 32076   | 32139        |
| Comarca O Carballiño | 26.224           | 552,45     | 47               | –       | –            |